# Dennis Edwards
Pour les articles homonymes, voir Edwards.
Dennis Edwards, né le 3 février 1943 à Fairfield près de Birmingham (Alabama) et mort le 1er février 2018 à Chicago (Illinois), est un chanteur américain de soul et de R&B, connu pour être l'un des leaders vocaux des Temptations, en remplacement de David Ruffin.

## Biographie
Son premier titre I Didn't Have To (But I Did) est enregistré en 1967 pour un label de Détroit, International Soulville Records.
En 1968, Edwards remplace David Ruffin en tant que chanteur principal des Temptations. Il mène le groupe à travers les périodes psychédélique, funk, et disco. Deux des chansons des Temptations sur lesquelles il apparaît, Cloud Nine et Papa Was a Rollin' Stone, ont remporté des Grammy Awards.
Il produit un hit international en 1984 avec la chanson Don't Look Any Further, en duo avec Siedah Garrett.
Son épouse est la chanteuse Ruth Pointer, du groupe The Pointer Sister, avec laquelle il a une fille, Issa Pointer, qui chante aussi dans ce groupe, avec sa mère et Sadoka Pointer.  

## Discographie
- 1969 - Cloud Nine de l'album Cloud Nine
- 1972 - Papa Was a Rollin' Stone
- 1984 - Don't Look Any Further
- 1985 - Coolin' Out